# Kernenergie in Italien
Italien betrieb zwischen 1962 und 1987 insgesamt vier Kernkraftwerke. Nach der Nuklearkatastrophe von Tschernobyl 1986 gab es in Italien am 8. November 1987 eine Volksabstimmung, mit der der Ausstieg aus der Kernenergie beschlossen wurde. In der Folge wurden die letzten beiden Kernkraftwerke, die 1986 bzw. 1987 abgeschaltet wurden, am 1. Juli 1990 offiziell stillgelegt. Seitdem wurden in Italien keine Kernkraftwerk mehr betrieben. Im Mai 2024 kündigte die Regierung die Schaffung von gesetzlichen Rahmenbedingungen für den Betrieb von neuen Kraftwerken an.

## Geschichte
Italien begann 1946 mit der Nuklearforschung. Die ENEA wurde 1960 gegründet. Der erste kommerziell genutzte Reaktorblock ging 1963 beim Kernkraftwerk Latina in Betrieb.
Nach der Nuklearkatastrophe von Tschernobyl 1986 gab es in Italien am 8. November 1987 eine Volksabstimmung, mit der der Ausstieg aus der Kernenergie beschlossen wurde. Die letzten beiden Kernkraftwerke, die noch in Betrieb waren, wurden am 1. Juli 1990 offiziell stillgelegt. Ein Moratorium für den Bau neuer Kernkraftwerke, das ursprünglich von 1987 bis 1993 galt, wurde auf unbestimmte Zeit verlängert. Die Forschungsreaktoren Ispra-1 und ESSOR in der Gemeinsamen Forschungsstelle in Ispra wurden ebenfalls nach Tschernobyl offiziell stillgelegt, abgeschaltet waren sie bereits seit 1986 bzw. 1987.
Die SOGIN (Società Gestione Impianti Nucleari) wurde 1999 gegründet, um die endgültige Stilllegung der Kernkraftwerke zu übernehmen.
Im Oktober 2005 gab Altero Matteoli, damals Umweltminister der damaligen Mitte-rechts-Regierung, die Absicht der Regierung kund, die Kernenergie wiedereinzuführen und sie innerhalb von 10 bis 15 Jahren zur wichtigsten Stromquelle zu machen. Ein halbes Jahr später, bei den Parlamentswahlen am 9. und 10. April 2006, kam Romano Prodi an die Regierung.
Die im April 2008 erneut gewählte Mitte-rechts-Regierung („Berlusconi IV“) setzte sich für eine Wiedereinführung der Kernenergie ein. Der Industrieminister Claudio Scajola gab am 22. Mai 2008 bekannt, Italien werde bis zum regulären Ende der Legislaturperiode (2013) mit dem Bau mehrerer moderner Atomkraftwerke beginnen. Mit der französischen Regierung wurde am 24. Februar 2009 vereinbart, in Italien vier neue KKW vom Typ EPR zu bauen. Gegen alle geplanten Standorte gab es Widerstände und Bedenken:
- gegen das erdbebengefährdete Chioggia (30 km Luftlinie von Venedig entfernt).
- gegen Monfalcone (Friaul, 25 km nordwestlich von Triest),
- gegen Caorso in der Region Emilia-Romagna (auf halber Strecke zwischen Mailand und Bologna)[9] und
- gegen Trino Vercellese (im Piemont, 50 km östlich von Turin).

Der italienische Energiekonzern Enel beteiligte sich am 30. November 2007 mit 12,5 % am zweiten Europäischen Druckwasserreaktor (EPR) (Kernkraftwerk Flamanville – 3 in Frankreich).
Nach der Nuklearkatastrophe von Fukushima im japanischen Kernkraftwerk Fukushima Daiichi beschloss das italienische Kabinett (in Italien: „Ministerrat“) unter Ministerpräsident Silvio Berlusconi im März 2011, einen Wiedereinstieg in die Kernenergie ein weiteres Jahr auszusetzen; am 12. und 13. Juni 2011 lehnten bei einer Volksabstimmung mit 57 % Wahlbeteiligung 94,1 % der Abstimmenden den Wiedereinstieg ab.
Im Mai 2024 kündigte Gilberto Pichetto Fratin, Minister für Umwelt und Energiesicherheit der Regierung Giorgia Meloni, eine Gesetzesänderung für einen Wiedereinstieg an. Als Begründung wurden mit Verweis auf den niedrigen CO2-Fußabdruck Klimaschutzziele sowie eine bessere Versorgungssicherheit nach dem russischen Überfall auf die Ukraine genannt. Es sollen die Rahmenbedingungen für den Betrieb von Kraftwerken der 4. Generation geschaffen werden. Im Juni 2025 trat Italien der Nuklear-Allianz aus 14 europäischen Ländern bei, die sich zum Ziel gesetzt haben, den Ausbau der Kernenergie zu fördern.

## Liste der Kernkraftwerke in Italien
| Name         | Block | Reaktor- typ | Modell | Status      | Leistung [MWe] | Leistung [MWe] | Therm. Leistung [MWt] | Bau- beginn | Erste Kritika- lität | Erste Netz- synchro- nisation | Kommer- zieller Betrieb (geplant) | Abschal- tung (geplant) | Ein- speisung [TWh] |
| Name         | Block | Reaktor- typ | Modell | Status      | Netto          | Brutto         | Therm. Leistung [MWt] | Bau- beginn | Erste Kritika- lität | Erste Netz- synchro- nisation | Kommer- zieller Betrieb (geplant) | Abschal- tung (geplant) | Ein- speisung [TWh] |
| ------------ | ----- | ------------ | ------ | ----------- | -------------- | -------------- | --------------------- | ----------- | -------------------- | ----------------------------- | --------------------------------- | ----------------------- | ------------------- |
| Caorso       | 1     | BWR          | BWR-4  | Stillgelegt | 860 (840)      | 882            | 2651                  | 01.01.1970  | 31.12.1977           | 23.05.1978                    | 01.12.1981                        | 01.07.1990              | 27,73               |
| Enrico Fermi | 1     | PWR          | WH 4LP | Stillgelegt | 260 (247)      | 270            | 870                   | 01.07.1961  | 21.06.1964           | 22.10.1964                    | 01.01.1965                        | 01.07.1990              | 24,31               |
| Garigliano   | 1     | BWR          | BWR-1  | Stillgelegt | 150            | 160            | 506                   | 01.11.1959  | 05.06.1963           | 01.01.1964                    | 01.06.1964                        | 01.03.1982              | 12,25               |
| Latina       | 1     | GCR          | MAGNOX | Stillgelegt | 153 (200)      | 160            | 660                   | 01.11.1958  | 27.12.1962           | 12.05.1963                    | 01.01.1964                        | 01.12.1987              | 25,49               |

1. ↑  BWR-4 (Mark 2)
2. ↑  Der Reaktor wurde am 25. Oktober 1986 heruntergefahren und danach nicht mehr in Betrieb genommen (Siehe Artikel zum KKW Caorso).
3. ↑  Der Reaktor wurde 1987 heruntergefahren und danach nicht mehr in Betrieb genommen (Siehe Artikel zum KKW Enrico Fermi).
4. ↑  Der IAEA wurden für den Block 1 des KKW Enrico Fermi für die Jahre 1964 bis 1969 keine Daten bzgl. der Jahreserzeugung geliefert.
5. ↑  Der Reaktor wurde 1978 heruntergefahren und danach nicht mehr in Betrieb genommen (Siehe Artikel zum KKW Garigliano).
6. ↑  Der IAEA wurden für den Block 1 des KKW Garigliano für die Jahre 1964 bis 1970 keine Daten bzgl. der Jahreserzeugung geliefert.
7. ↑  Der Reaktor wurde 1986 heruntergefahren und danach nicht mehr in Betrieb genommen (Siehe Artikel zum KKW Latina).
8. ↑  Der IAEA wurden für den Block 1 des KKW Latina für die Jahre 1963 bis 1969 keine Daten bzgl. der Jahreserzeugung geliefert.

## Liste der Kernkraftwerke in Italien, deren Bau eingestellt wurde
| Name               | Block | Reaktortyp | Modell | Status          | Netto- leistung in MW | Brutto- leistung in MW | Baubeginn  | Erste Netzsyn- chronisation | Kommer- zieller Betrieb | Abschal- tung                | Einspeisung in TWh |
| ------------------ | ----- | ---------- | ------ | --------------- | --------------------- | ---------------------- | ---------- | --------------------------- | ----------------------- | ---------------------------- | ------------------ |
| CIRENE             | 1     | HWLWR      | -      | Bau eingestellt | 35                    | 40                     | 31.01.1979 | -                           | -                       | 31.01.1988 (Bau eingestellt) | -                  |
| Montalto di Castro | 1     | SWR        | -      | Bau eingestellt | 982                   | 1.009                  | 31.01.1979 | -                           | -                       | 31.07.1982 (Bau eingestellt) | -                  |
| Montalto di Castro | 2     | SWR        | -      | Bau eingestellt | 982                   | 1.009                  | 31.01.1979 | -                           | -                       | 31.07.1982 (Bau eingestellt) | -                  |